# Christian de Meza

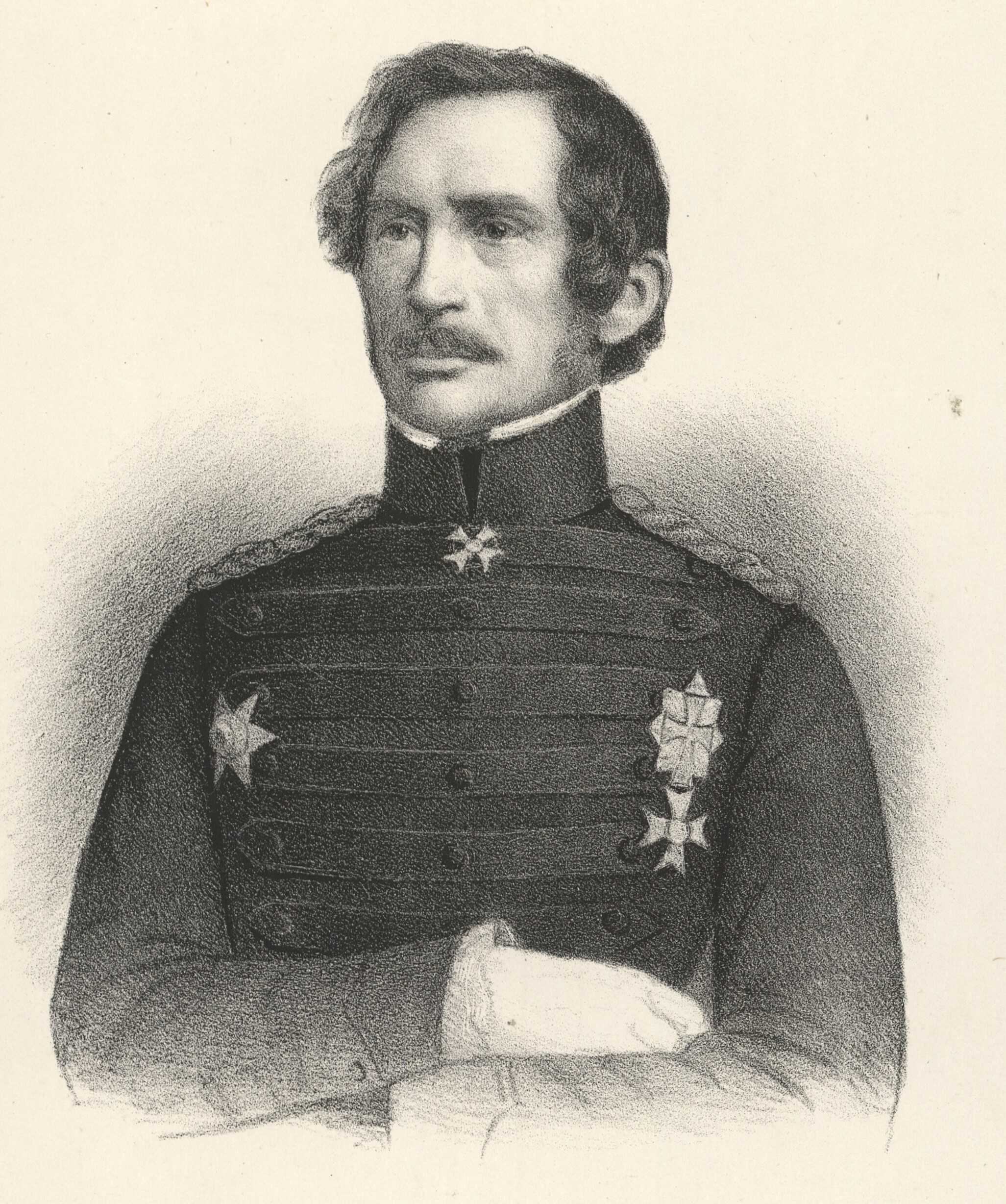
Christian de Meza.

Christian Julius de Meza, född 14 januari 1792 i Helsingör, död 16 september 1865, var en dansk militär. 
Christian de Meza var sonson till en lärd holländsk jude, Salomon Theophilus de Meza (1727-1800). och son till läkaren och justitierådet Christian Jacob Theophilus de Meza. Han blev artilleriofficer 1810, överste 1848, generalmajor 1849, generallöjtnant 1861. Christian de Meza utmärkte sig som artilleribefälhavare vid Bor, Slesvig och Dybböl och som brigadchef vid Sundeved och Isted under schleswig-holsteinska kriget 1848-50.
År 1856 blev han generalinspektör för artilleriet. 1858 kommenderade general Christian de Meza först i norra Jylland och sedan på Själland. 1863 utnämndes han till arméns överbefälhavare. Han hade varit ordförande i befästningskommittén för Danevirke 1855-57 och var väl förtrogen med dess fördelar och nackdelar. Tvärtemot regeringens direktiv lät de Meza att utrymma Danevirke 5 februari 1864 mot Dybböl och Als. Den tyska hären var dubbelt överlägsen och vattendragen hade frusit varför den danska flottan inte kunde tillkallas. 
Under krigsrådets sammanträde den 4 februari 1864 röstade alla generaler utom en för ett danskt tillbakadragande till Dybbøl. de Meza ansåg att de danska styrkorna omöjligt skulle kunna hålla stånd utmed befästningslinjen Dannevirke.. Förflyttningen skedde under sträng köld på igensnöade vägar.
De preussiska trupperna ryckte därefter fram och belägrade Dybbøl. Den danske krigsministern Carl Lundbye beordrade de Meza till Köpenhamn för att förklara sig. Kung Christian IX motsatte sig först att de Meza skulle avskedas,  men fick senare ge vika för krigsministerns hårdare linje. de Meza pressade Lundbye med hot om att offentliggöra korrespondensen dem emellan. Lundbye svarade med att sätta sin ministerpost på spel varefter kungen beslutade att entlediga de Meza från posten som överbefälhavare.. Den 28 februari skildes Christian de Meza från sina uppgifter som överbefälhavare. Därefter återinsattes han som generalkommendör på Själland. 
Senare i livet stängde sig Christian de Meza inne i sitt hem i Köpenhamn och ägnade stor möda åt att försöka rentvå sig från beskyllningar om feghet. Den 16 september 1865, vid en ålder av 73 år, hittades Christian de Meza död i sin lägenhet i Köpenhamn. Han är begravd på Garnisons Kirkegård. 